# Iwan Babaryka
Iwan Babaryka (ukr. Іван Бабарика; ur. 11 listopada 1982) – ukraiński lekkoatleta specjalizujący się w biegach długodystansowych.
Medalista mistrzostw Ukrainy. W 2006 reprezentował swój kraj w zawodach pucharu Europy zajmując z czasem 8:10,60 szóste miejsce w biegu na 3000 metrów. Zwyciężył w maratonie w Dębnie (2011), który miał rangę mistrzostw Polski (złoto w tej imprezie przypadło Błażejowi Brzezińskiemu). Podczas igrzysk olimpijskich w Londynie (2012) zajął 59. miejsce.
Rekord życiowy: maraton – 2:11:48 (25 marca 2012, Barcelona).